# Classiarius
Per Classiarii o classici (dal latino Classis = flotta) si intendeva l'insieme dei militari (dal grado più elevato del Praefectus Classis, a quello più semplice del miles classiarius) e del personale addetto alla manovra della nave (es. velarii o remiges) o alla sua costruzione/manutenzione (es. fabri navales), nell'ambito della marina militare romana, parte integrante dell'esercito romano.

## Storia
Per ogni eventuale approfondimento si rimanda a questa voce. In breve ricordiamo che:
- Augusto, dopo la battaglia di Azio, riformò esercito e marina militare, divisa in squadre praetoriae a Miseno, Ravenna (porto di Classe) e inizialmente a Forum Iulii, oltre quelle provinciales di Siria, Egitto, lungo Reno, Danubio e Sava.[5]
- Claudio, aumentò il numero di cittadini liberi e provinciali impiegati fra i marinai classiarii, al contrario di quanto fosse accaduto all'epoca di Augusto, dove la maggioranza era costituita da schiavi e/o liberti. La flotta divenne ora parte degli auxilia regolari, dove i marinai ricevevano la cittadinanza al momento del congedo (honesta missio), dopo ventisei anni di servizio, mentre ai loro figli era consentito di prestare servizio nelle legioni.[6][7]
- Nerone creò una nuova flotta nel Pontus Euxinus (oggi Mar Nero), la Classis Pontica, utilizzando anche navi appartenute al precedente regno di Tracia, annesso nel 46 da Claudio.[6]
- Sotto Vespasiano, Svetonio racconta di un episodio curioso:

(Svetonio, Vita di Vespasiano, 8.)
- Galba portò a termine l'arruolamento delle legioni I Adiutrix (i cui effettivi erano costituiti da uomini che avevano prestato servizio nelle flotte italiche di Miseno e Ravenna).[8][9]
- Antonino Pio, le carriere degli ufficiali della flotta erano ancora ristretti alla sola marina militare.[10]
- III secolo gli ufficiali classiarii furono equiparati a quelli della legione come condizione di stipendium, e quindi con la possibilità di essere trasferiti e far carriera nelle stesse legioni.[11]

## Struttura gerarchica ed organizzazione
Il nucleo di un equipaggio navale era formato dai rematori (in lingua latina remiges, sing. remex; in lingua greca eretai, sing. eretēs). Contrariamente a quanto si crede, la flotta romana, come pure quella di epoca antica in generale, basò la sua esistenza su rematori di condizione libera, non invece sugli schiavi, i quali al contrario erano utilizzati solo in casi di estrema necessità, tanto da essere poi resi liberi anzitempo. Durante l'Impero romano, i provinciali, non ancora cittadini romani, ma nati liberi (peregrini), provenienti da Grecia, Fenicia, Siria ed Egitto, formarono il nucleo principale degli equipaggi delle flotte.
Durante il periodo repubblicano, il comando della flotta era affidato ad un magistrato o ad un promagistrato, normalmente di rango consolare o pretorio. Durante le guerre puniche per esempio, un console comandava la flotta, mentre l'altro l'esercito di terra. Nelle successive guerre condotte in Oriente, i pretori assunsero il comando della flotta. Tuttavia, poiché questi uomini avevano incarichi politici, la gestione effettiva delle flotte o di squadre navali fu affidata ai loro subordinati, i legati certamente più esperti. Fu quindi durante le guerre puniche che apparve, per la prima volta la figura del praefectus classis.
Durante il primo principato, un equipaggio di una nave, al di là della sua dimensione, era comunque organizzato come una centuria. Essi erano inquadrati di fatto come soldati (miles classiarii), addetti alla manovra (remiges e velarii), addetti alla costruzione (fabri navales) ed altre mansione. Vi è da aggiungere che il personale della flotta era considerato inferiore, non solo a quello delle legioni, ma anche a quello delle truppe ausiliarie.
Come nell'esercito romano ogni nave, organizzata in centuria, era posta sotto il comando di un centurio classiarius, il quale aveva nell'optio il suo più fidato secondo. Il beneficiarius dava invece una mano a livello amministrativo. Tra l'equipaggio vi era poi un certo numero sia di principales sia di immunes, esattamente come accadeva nelle truppe ausiliarie.
Riguardo invece all'alto comando, durante il periodo imperiale, con Augusto il praefectus classis divenne procurator Augusti, a capo di ciascuna flotta permanente. Questi posti furono inizialmente occupati da coloro che appartenevano all'ordine equestre, o a partire da Claudio, dai suoi liberti, garantendo così il controllo imperiale diretto sopra le varie flotte. Con la dinastia dei Flavi, la condizione di praefectus fu affidata ai soli cavalieri con esperienza militare, che avevano fatto carriera nelle militiae equestri. Anche in questo caso il prefetto, seppure dotato di esperienza militare, era comunque un politico con scarse conoscenze navali, tanto da affidarsi a dei subordinati.
Grande perizia e responsabilità era richiesta ai classiarii, in particolare ad alcune figure chiave:
- il gubernator (timoniere) doveva non solo conoscere i porti, ma anche gli scogli, le secche o i banchi di sabbia presenti lungo la rotta di navigazione.[19] Allo stesso era richiesta grande perizia durante gli scontri navali, quando il timoniere era di fondamentale importanza per individuare la miglior rotta per colpire le navi avversarie o per evitare di essere affondati dal nemico.[20]
- Ai navarchi (comandanti di navi) grande attenzione e capacità di comando dell'equipaggio delle imbarcazioni.[20]
- Ai rematori era richiesto coraggio[20] ed una grande forza fisica, come necessario durante una battaglia navale, quando sul mare calmo senza un soffio di vento, tutto viene affidato alla spinta dei remi, per colpire gli avversari con i rostri e, a loro volta, evitare di essere colpiti ed affondati.[20]

Si calcola, infine, che vi fossero circa 40.000/50.000 Classiarii durante l'Alto Impero romano, organizzati secondo la seguente struttura gerarchica:
- Comando:
  - praefectus classis, ovvero il comandante della flotta, dove il praefectus classis Misenensis[21] rappresentava il posto di comando più ambito, insieme al praefectus classis Ravennatis,[21] rispetto a quelli provinciali;
  - subpraefectus classis
- Ufficiali:
  - navarchus princeps, comandante di diversi squadroni (decine di navi), equivalente nella legione romana al primus pilus;[22][23]
  - navarchus, comandante di un distaccamento della flotta-madre (o comunque di una nave[24]), formato normalmente da dieci navi,[12][25][26] aveva il compito di addestrare timonieri, rematori e soldati;[24]
  - trierarchus, comandante di una trireme;[12][25]
  - centurio classiarius, comandante di una nave con cento  miles classiarii (dopo il 70),[27] equiparabile ad un normale centurione "di terra" anche in funzione della sua carriera militare (cursus honorum);
- Sotto-ufficiali (Principales, cariche poste sotto il centurione, esentate quindi da compiti o servizi di normale routine):
  - dupicarii (con paga pari a due volte rispetto al semplice miles classiarius):
    - Optio: il vice-centurione, uno per centuria, che chiudeva lo schieramento di questa unità;
    - Signifer o vexillifer: portatore di insegna (signa);

  - sesquiplicarius  (con paga pari una volta e mezzo rispetto al semplice miles classiarius):
    - il cornicen ed il tubicen, suonatori di strumenti a fiato per dare ordini durante le manovre o le battaglie;
    - il beneficiarius con compiti amministrativi;
- Corpo di truppa:
  - soldati immunes:
    - il custos armorum, responsabile delle armi;
    - il ballistarius e il sagittarius, truppe specializzate nel lancio di armi contundenti;
    - medicus, medico dell'imbarcazione;

  - non-immunes:
    - miles classiarius, semplice soldato;
    - nauta (addetto alle vele);
    - remex (addetto ai remi);

Altri ruoli importanti sulle navi, rientranti probabilmente tra il gruppo degli immunes erano, secondo quanto ci tramanda un'iscrizione rinvenuta a Cos della prima guerra mitridatica: 
- il gubernator (kybernētēs in greco) il timoniere di poppa;
- il celeusta (keleustēs in greco) che supervisionava i rematori;
- il proreta (prōreus in greco) che osservava dalla prua della nava la giusta direzione, anche per evitare possibili ostacoli;
- a pentacontarchos un giovane ufficiale.[28]

## Abbigliamento, armi e armature

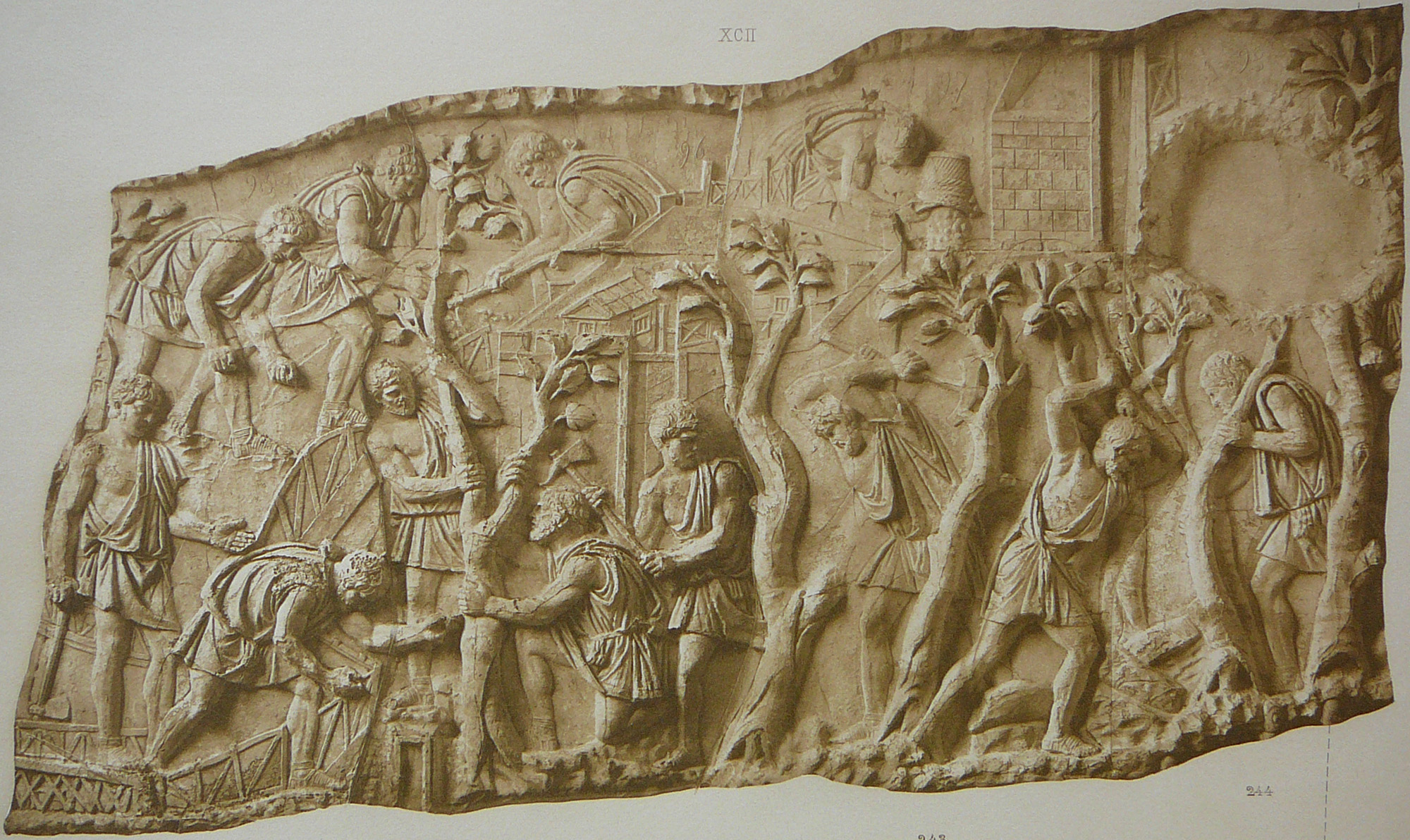
Classiarii aiutano le truppe terrestri nella costruzione di ponti, strade e fortificazioni (Colonna di Traiano, scena 67).

Per evitare che le imbarcazioni in fase di esplorazione potessero essere riconosciute, venivano colorate di blu (il colore delle onde del mare), insieme alle funi ed alle vele, per meglio mimetizzarsi. Identica cosa accadeva anche all'equipaggio dei classiarii, i quali indossavano divise azzurre, così da poter rimanere nascosti, non solo di notte ma anche di giorno.

## Durata servizio e paga
Il personale della flotta (Classiari o Classici) era perciò diviso in due gruppi: gli addetti alla navigazione ed i soldati. Il servizio durava 26 anni (contro i 20 dei legionari ed i 25 degli auxilia). Dal III secolo fu aumentato fino a 28 anni di ferma. Al momento del congedo (Honesta missio) ai marinai era data una liquidazione, dei terreni e di solito anche la cittadinanza concessa, essendo gli stessi nella condizione di peregrini al momento dell'arruolamento. Il matrimonio era invece permesso loro, solo al termine del servizio attivo permanente.
Vi era poi una sostanziale differenza di stipendium tra gli alti gradi del comando: i prefetti delle due flotte praetoriae (Misenensis e Ravennatis), erano inquadrati come procuratores ducenarii, ovvero percepivano 200,000 sesterzi annui; il prefetto della Classis Germanica, della Classis Britannica e più tardi della Classis Pontica erano invece procuratores centenarii (percependo 100,000 sesterzi), mentre gli altri prefetti erano denominati anche procuratores sexagenarii (ovvero guadagnavano 60,000 sesterzi).

## Classiariiimpiegati nelle legioni e truppe ausiliarie

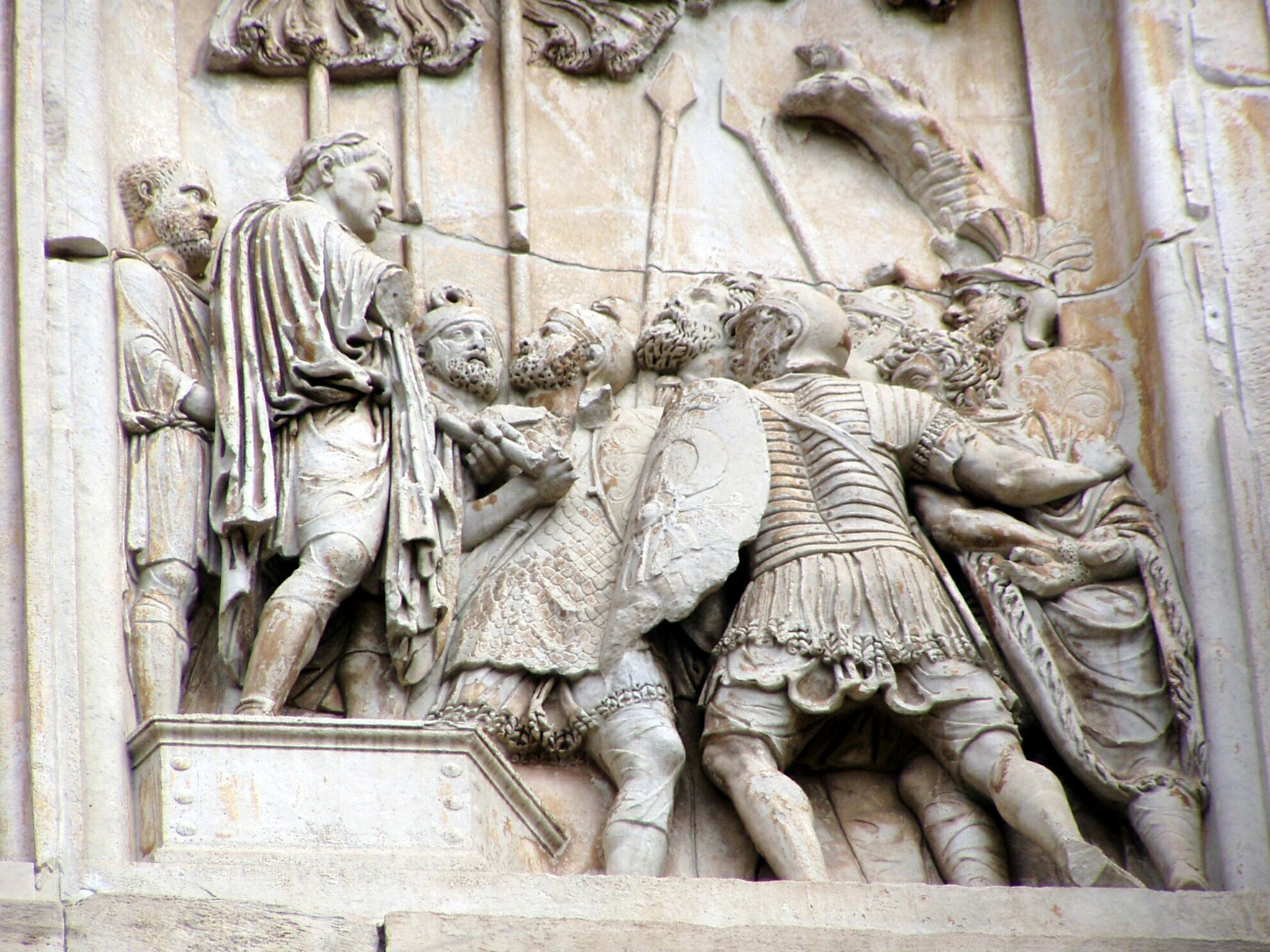
Lo scudo rappresentato in questo fregio (dell'epoca di Marco Aurelio), ora sull'arco di Costantino apparterrebbe ad una delle due legioni Adiutrix di classiarii.

Una legio XVII Classica, ossia navale, probabilmente distinta da una di Ottaviano che ne portava la stessa numerazione, faceva parte dell'esercito di Marco Antonio, e dovette scomparire dopo la sua sconfitta ad Azio. Sorte analoga ttoccò alla Legio XXX Classica che sembra stazionasse in Asia in tarda epoca repubblicana.
Altre due legioni "navali" furono, quindi, arruolate sotto Nerone nel 68 (la I Adiutrix dalla classis Misenensis), oltre ad una sua "gemella" nel 69 da Vespasiano (la II Adiutrix Pia Fidelis).